# Fazekas-hegy
Le Fazekas-hegy est un sommet de Hongrie situé dans le 2e arrondissement de Budapest dans les collines de Buda, à proximité de Nagy-Hárs-hegy. 